# Лейтон (Юта)
Лейтон (англ. Layton) — місто (англ. city) в США, в окрузі Девіс штату Юта. Населення — 81 773 особи (2020).
З 1950 року має статус міста. Названо на честь мормонського проповідника Крістофера Лейтона.
Площа — 54.0 км². Населення — 67,311 осіб.

## Географія
Лейтон розташований за координатами 41°4′39″ пн. ш. 111°57′39″ зх. д. / 41.07750° пн. ш. 111.96083° зх. д. (41.077423, -111.960727).  За даними Бюро перепису населення США в 2010 році місто мало площу 57,43 км², з яких 56,98 км² — суходіл та 0,45 км² — водойми.

## Демографія

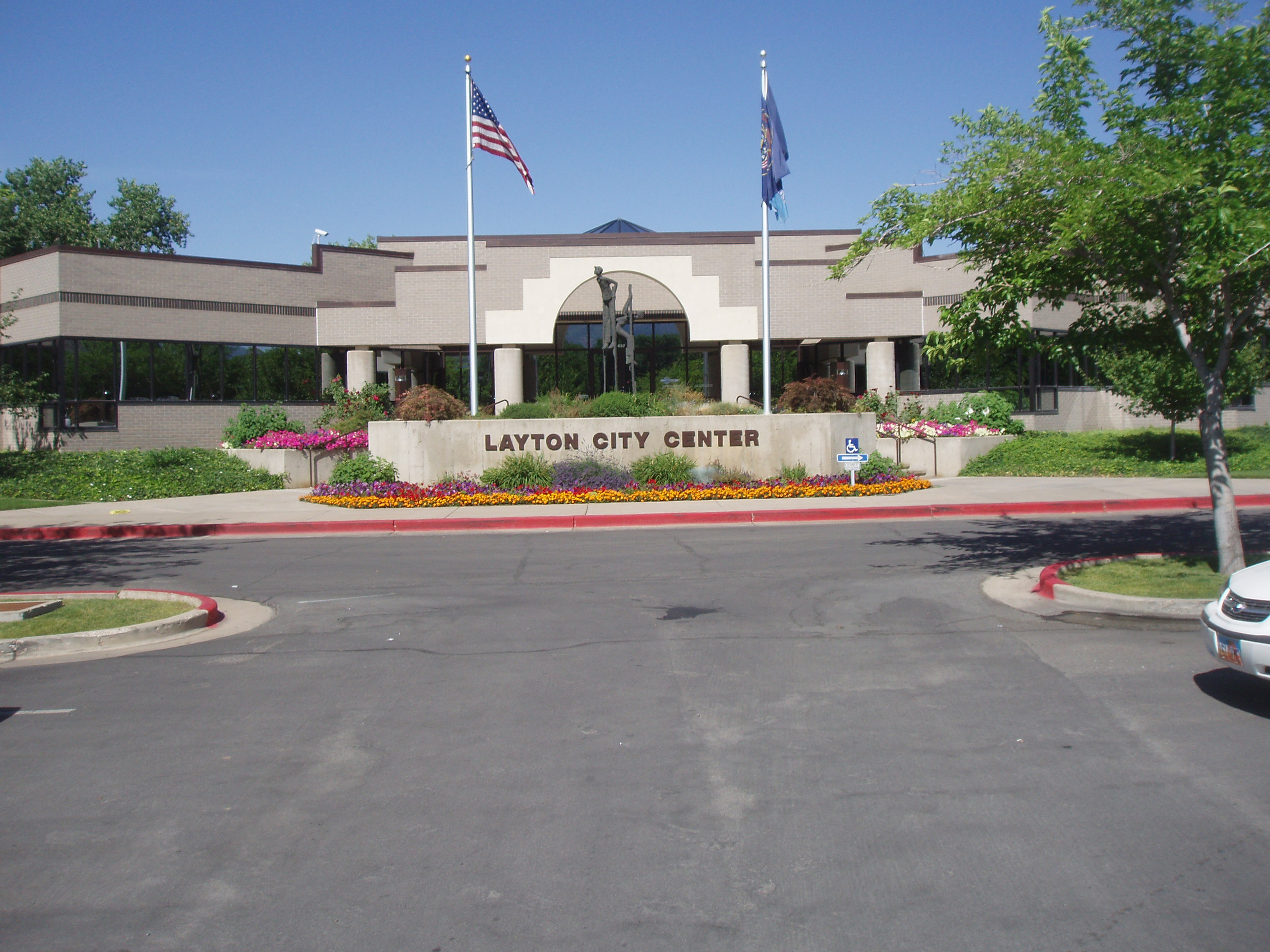

Згідно з переписом 2010 року, у місті мешкало 67 311 осіб у 21 375 домогосподарствах у складі 16 994 родин. Густота населення становила 1172 особи/км².  Було 22356 помешкань (389/км²).
Расовий склад населення:
| - 87,3 % — білих - 2,1 % — азіатів - 1,7 % — чорних або афроамериканців - 0,5 % — вихідців з тихоокеанських островів - 0,5 % — корінних американців - 4,6 % — осіб інших рас |

До двох чи більше рас належало 3,2 %. Частка іспаномовних становила 11,2 % від усіх жителів.
За віковим діапазоном населення розподілялося таким чином: 33,5 % — особи молодші 18 років, 59,4 % — особи у віці 18—64 років, 7,1 % — особи у віці 65 років та старші. Медіана віку мешканця становила 29,4 року. На 100 осіб жіночої статі у місті припадало 100,6 чоловіків;  на 100 жінок у віці від 18 років та старших — 98,5 чоловіків також старших 18 років.
Середній дохід на одне домашнє господарство  становив 82 004 долари США (медіана — 69 408), а середній дохід на одну сім'ю — 87 651 долар (медіана — 76 243). Медіана доходів становила 52 538 доларів для чоловіків та 36 039 доларів для жінок. За межею бідності перебувало 9,4 % осіб, у тому числі 11,6 % дітей у віці до 18 років та 4,3 % осіб у віці 65 років та старших.
Цивільне працевлаштоване населення становило 33 345 осіб. Основні галузі зайнятості: освіта, охорона здоров'я та соціальна допомога — 19,9 %, роздрібна торгівля — 11,2 %, виробництво — 11,2 %.